# Louis Bachoud
Louis Bachoud est un ingénieur des arts et métiers, architecte, urbaniste et écrivain né le 21 septembre 1935 à Alger. Il est notamment connu pour sa collaboration avec le sculpteur Paolo Santini dans l’aménagement des boutiques Ted Lapidus.

## Biographie

### Enfance
Louis Bachoud est né à Alger. Dans son enfance, il est élevé à Athènes et parle peu le français. Après des études secondaires en Algérie, il intègre l’ENSAM dont il sort diplômé en 1959.

### Vie professionnelle
Ingénieur
De 1962 à 1965, il commence sa carrière professionnelle comme chef du département d’étude et de fabrication des câbles de prospection électrique à la CGE (Compagnie générale d’électricité, aujourd’hui Alcatel), attaché à la Direction générale des câbles de Lyon.
Architecte et urbaniste
Louis Bachoud ouvre son premier cabinet d’architecture en 1965 et dessine l’image de marque de diverses chaines de magasins.

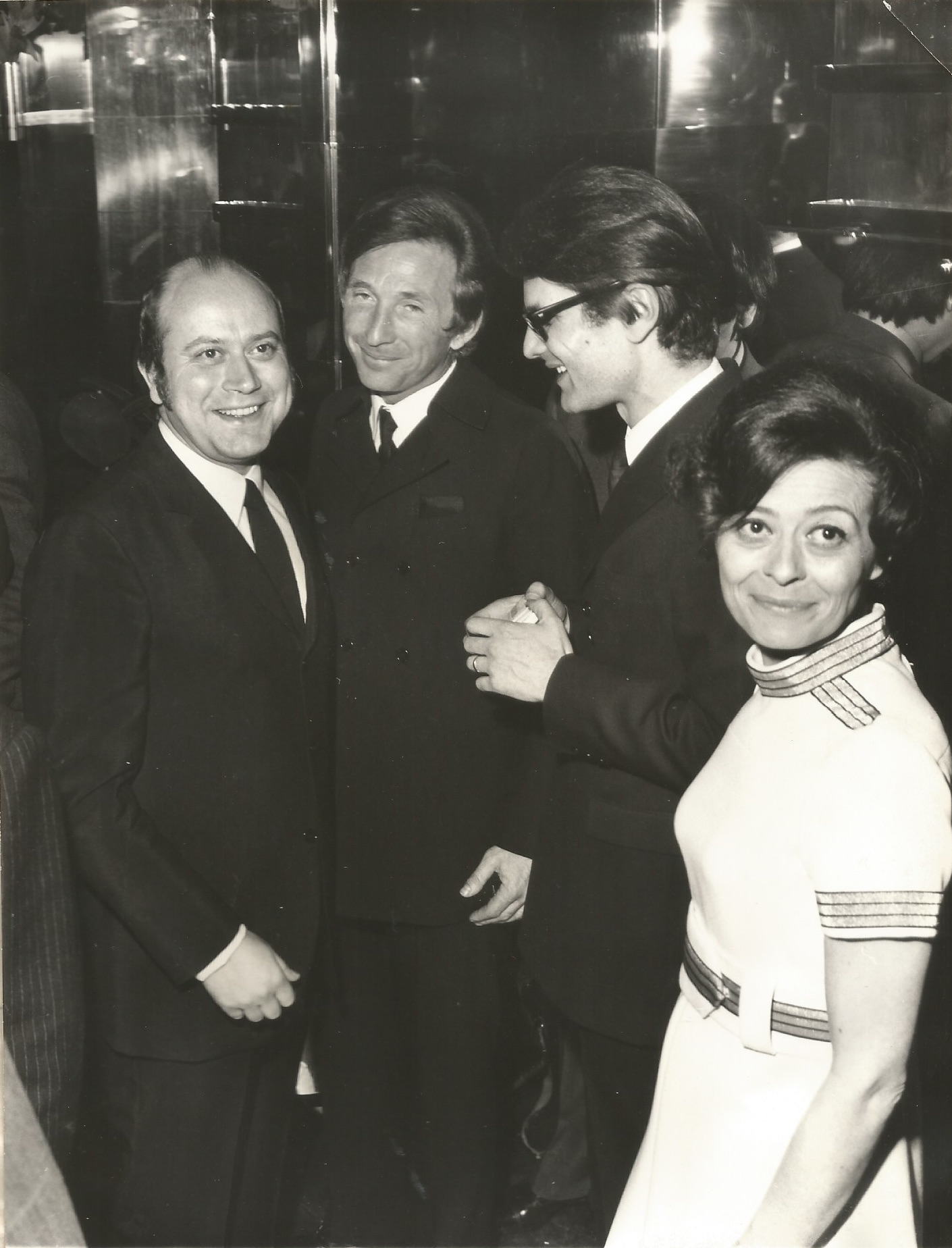
Ted Lapidus, Louis Bachoud, Gilles et Odile Neret à l'inauguration de la boutique Saint-Germain-des-Prés

En 1967, il s’associe avec un ami, rencontré à Alger, l’artiste Paolo Santini, et créent ensemble le cabinet d’architecture Santini-Bachoud (SESB). Ensemble ils remportent le concours de la marque Ted Lapidus, très en vogue à l’époque, pour un projet de boutique tout en métal sur la place Saint-Germain-des-Prés.
Cette première collaboration est un tel succès que les deux associés se voient proposer plusieurs autres magasins de la maison de haute-couture en France et à l’international, notamment la première boutique de la marque à New York sur la 5e avenue et celle de Los Angeles dans la ville de Beverly Hills aux États-Unis.
En 1973, ils participent à la construction des deux tours jumelles de Bagnolet, les Mercuriales, pour l’ensemble de l’aménagement intérieur, ainsi que celui du centre commercial en contrebas en co-maîtrise d’œuvre. Ce pôle commercial ambitionne de devenir un nouveau centre névralgique de l’agglomération parisienne,. La conception architecturale des édifices étant quant à elle confiée à la SAEP et aux architectes Serge Lana et Alfred H. Milh.

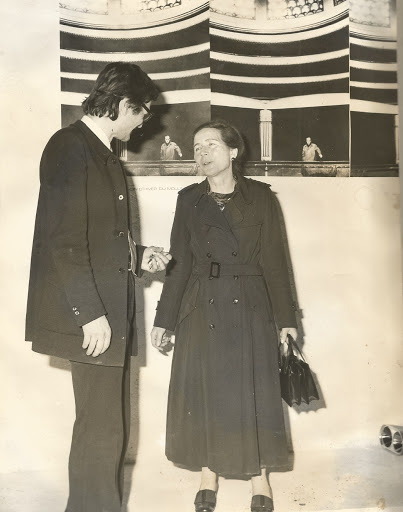
Louis Bachoud et Simone de Beauvoir à la Cité Véron à Paris

À partir de 1974, Il commence à enseigner auprès de l’Université Robert Schuman de Strasbourg, au Centre de formation des assistants techniques du commerce et à l’Association françaises d’éclairage dont il obtient la médaille Fresnel en 1976.
En 1977, Paolo Santini lance sa galerie de sculpture mettant un terme à sa carrière d’architecte et signifiant la fermeture du cabinet Santini-Bachoud en 1978.
Jean-Pierre Willot, acquéreur de Boussac Saint-Frères, et de Ted Lapidus International, confie à Louis Bachoud les aménagements du Bon Marché et d’autres adresses de son groupe.
Louis Bachoud travaille aussi à cette période, par l’intermédiaire de son associé Paolo Santini, ami de Serge Mouille, avec la société Mole Richardson sur des prototypes d’éclairages basse tension et sur des luminaires.
Louis Bachoud créé cette même année un nouveau cabinet Bachoud-Hecht (devenu Bureau d’études architecturales, BEA) et l’année suivante installe un bureau aux États-Unis dans le quartier de Manhattan.
Il signe deux autres boutiques Ted Lapidus rue du Faubourg-Saint-Honoré et rue François Ier.
En 1984, Louis Bachoud est victime de lourds problèmes de santé à répétition jusqu’au milieu des années 90.
Écrivain
Dès 1989, Louis Bachoud se met à écrire, sa passion pour la littérature, née dans sa jeunesse à Alger, ne s’étant jamais estompée. Il publie ainsi deux livres d’architecture en 1999 et 2002, et plusieurs romans dont L'Évangile selon saint Finance préfacé par Jean-Baptiste de Foucauld et Mémoires Cosmopolites préfacé par Nacer Kettane.

### Vie privée
Louis Bachoud a épousé en premières noces Andrée Bachoud, historienne spécialiste de l’Espagne contemporaine, avec laquelle il a eu deux enfants : Antoine et Anne-Catherine Bachoud-Levi, neurologue et chevalier de la Légion d'honneur,.
Il achète en 1980 le château de Droizy,, un donjon au XIIe siècle, qu’il restaure entièrement. Il reçoit à deux reprises la médaille de bronze des « Vieilles maisons françaises » en 1996 et 2001, le classement en M.H.C. (Monument historique) en 1996, la médaille d’or de la Société d'encouragement au progrès en 2018 pour sa participation au progrès de l’humanité et la médaille d’or du Geste d’or (Prix de la stratification historique et architecturale, Pascal Payen-Appenzeller) en 2018 pour la restauration du château fort de Droizy et de son livre Histoire de pierres.
Louis Bachoud milite depuis de nombreuses années contre les projets éoliens au sein de l’association A3PES.
Louis Bachoud crée en 2023 avec Nacer Kettane, fondateur de beur.fm et de la T.V. LCM, le Think Tank "Humaniv" qui a pour objectifs de trouver les voies d'une Démocratie ouverte au peuple et représentative écosystème, d'une biodiversité vivante et protégée, et d'une Méditerranée Civilisationnelle à nouveau.

## Ouvrages

### Architecture
- Louis Bachoud, Guide des droits du citadin, editions du Seuil, 1999 (ISBN 9782020323987).
- Louis Bachoud, Philippe Jacob et Bernard Toulier, Patrimoine culturel bâti et paysager, editions Delmas, 2002 (ISBN 9782247047260).

### Romans
- Louis Bachoud, Histoire de pierres, editions Valensin, 2016 (ISBN 9782374260143).
- Louis Bachoud, L'Oiseau des profondeurs, editions Valensin, 2017 (ISBN 9782374260150).
- Louis Bachoud, L'Algie, editions Valensin, 2018 (ISBN 9782374260242).
- Louis Bachoud, L'Évangile selon saint Finance, editions Valensin, 2019 (ISBN 9782374260327).
- Louis Bachoud, Axiomes du Grand Âge : l’Homme banian, editions Valensin (ISBN 9782374260501).
- Louis Bachoud, Axiomes du Grand âge : Le Vieil Âge, editions Valensin (ISBN 9782374260457).

```
Louis Bachoud, 
Mémoires Cosmopolites, éditions David Reinharc   
 
(
ISBN
 
9782493575289
)
.
```

### Émissions radio
- Les Grands Témoins du 13 décembre 2020 avec Nacer Kettane PDG de Beur FM (lire en ligne)
- Les Grands Témoins en 2021,2022, 2023 sur beur.fm pour ses ouvrages "Histoire de Pierres" et "Algie" et "L'Oiseau des Profondeurs".
- La  Biodiversité avec Patrick Le Hyaric sur beur.fm